# 立山の歌
「立山の歌」（たてやまのうた）は、昭和時代前期の富山県において愛唱されていた楽曲である。「立山の御歌」（ - おうた）もしくは略して「立山の」や「御歌」とも呼ばれる。

## 解説
昭和天皇が皇太子時代の1924年（大正13年）11月3日、富山県を行啓した際に西礪波郡石動町（現在の小矢部市）にあった御野立所から立山を眺めた際の印象を詠んだ和歌が翌1925年（大正14年）の歌会始の勅題「山色連天」に基づいて披露された。当時の県民は皇太子がこの和歌を詠んだことにいたく感激し、天皇に即位した翌1927年（昭和2年）には東京音楽学校教授の岡野貞一に依頼して曲を付けるとともに、立山の頂上直下三ノ越の巨岩にこの和歌を刻んで歌碑とする計画を立てた。難工事の末に完成した歌碑の除幕式は5月12日に行われ、県内務部長による白上佑吉知事祝辞代読に続けて参会者全員で「御歌」を斉唱した。
富山市役所では「御歌」を印刷して市内の学校に配布し、式典に際しては「御歌」が歌われるのが慣例となった。このように「御歌」は事実上の県民歌に等しい扱いを受けていたが、同じく昭和天皇の御製歌に曲を付けた山形県の「最上川」とは異なり富山県庁が「御歌」を正式な県民歌とした記録は残されていない。
太平洋戦争終結後の1947年（昭和22年）に天皇が富山県を行幸した際は奉迎式場で「君が代」と合わせて「御歌」の合唱が行われた。また、1958年（昭和33年）には第13回富山国体開催を記念して「富山県民の歌」が制定されたが、国体の開会式では新たに制定された県民歌とともに「御歌」が演奏された。エベレストを初登頂したニュージーランドの登山家、エドモンド・ヒラリーが1970年（昭和45年）に日本を訪れた際、立山を案内した日本山岳会富山支部の一行が「御歌」を斉唱するとヒラリーは直立不動の姿勢で歌に聞き入り「日本の天皇に敬意を表する」との感想を口にした。
現在は三ノ越（中新川郡立山町）のほかに雄山神社境内（同）、呉羽山（富山市）、宇奈月公園（黒部市）と4基の歌碑が建立されている。